# Керрол Беквіт
Керрол Беквіт, повне ім'я Джеймс Керрол Беквіт  (англ. James Carroll Beckwith; 23 вересня 1852, штат Міссурі, Ганнібал — 24 жовтня 1917, Нью-Йорк) — художник зі Сполучених Штатів. Картини підписував як «Керрол Беквіт», не використовуючи першу частку власного імені «Джеймс».

## Життєпис
Народився в міст Ганнібал, штат Міссурі. Батько був задіяний в оптовій торгівлі. Батько став державним посадовцем і очолював згодом комітет США зі створення павільйону держави на Всесвітній виставці мистецтва і промисловості в Парижі 1867 року.
Син посадовця шукав необтяжливої діяльності і подався в Академію дизайну в місто Чикаго, де тоді мешкала і його родина. Чикаго пережило велику пожежу. Керрол Беквіт 1871 року покинув Чикаго і оселився в Нью-Йорку, де навчався в Національній академії дизайну, що виконувала тоді роль національної художньої академії.
Статки дозволили відвідати Францію. Період у 1873—1878 рр. він мешкав в Парижі. Влаштування у Паризьку школу красних мистецтв було обмежене для нефранцузів і як більшість прибульців зі Сполучених Штатів він подався до майстерні відомого паризького портретиста Каролюс-Дюрана. Той набирав учнів, де дві третини складали британці і прибульці зі Сполучених Штатів. Серед них був і Джон Сінгер Сарджент. Якщо Сарджент відрізнявся високою обдарованістю і роками розвивав власну універсальність, слабкий за темпераментом Керрол Беквіт мав схильність до декоративної манери. Саме вони, Керрол Беквіт та Джон Сінгер Сарджент, були обрані помічниками голови майстерні Каролюс-Дюрана під час виконання стінописів в Люксембурзькому палаці в Парижі.
Декоративні стінописи виконуватиме і Керрол Беквіт після повернення до Сполучених Штатів.
Два періоди після повернення в Нью-Йорк Керрол Беквіт був викладачем в Лізі студентів-художників — у 1878—1882 та у 1886—1887 рр. В період 1882—1886 рр. художник припинив викладацьку діяльність і знову відвідав Західну Європу, а 1887 року узяв шлюб з Бертою Холл. Працював портретистом.
Чотири роки (1910—1914) мешкав в Італії, де малював місцеві краєвиди, старовинну архітектуру, історичні споруди. Протягом 1871–1917 рр. вів власний щоденник, переданий пізніше до архіву Національної академії дизайну.
Помер в Нью-Йорку від серцевого нападу 24 жовтня 1917 року.

## Вибрані твори

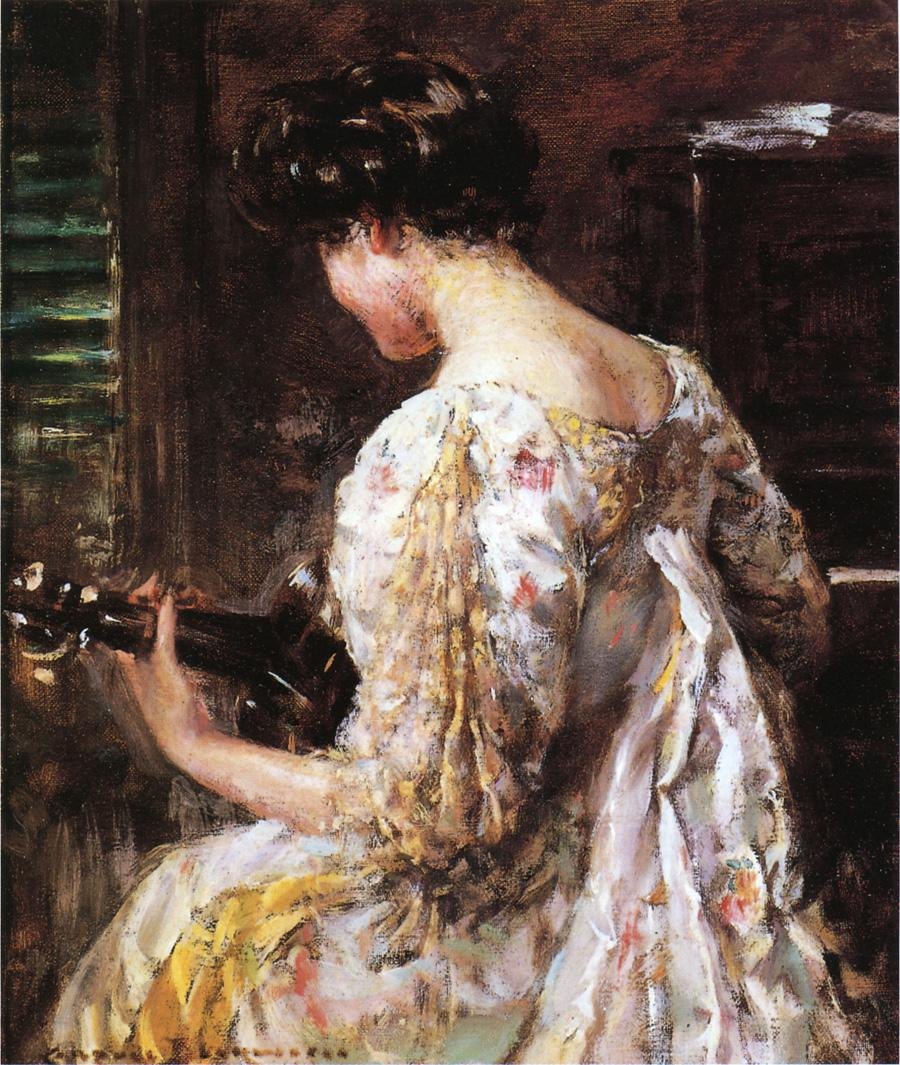
«Пані з гітарою зі спини»

- «Автопортрет», 1898 р.
- «Портрет Тіто молодим»
- «Маргеріта (в білому капелюшку)»
- «Портрет Евелін Несбітт»
- «Великий Тріанон, колонада»
- «Венера і Амур»
- «Версаль, алея»
- «Дівчина з Нормандії»
- «Дівчина читає листа»
- «Пані з гітарою зі спини»
- «Дівочий погляд»
- «Палац римських пап в Авіньйоні»
- «Версаль, фонтан Нептун»
- «Письменник Марк Твен», 1890

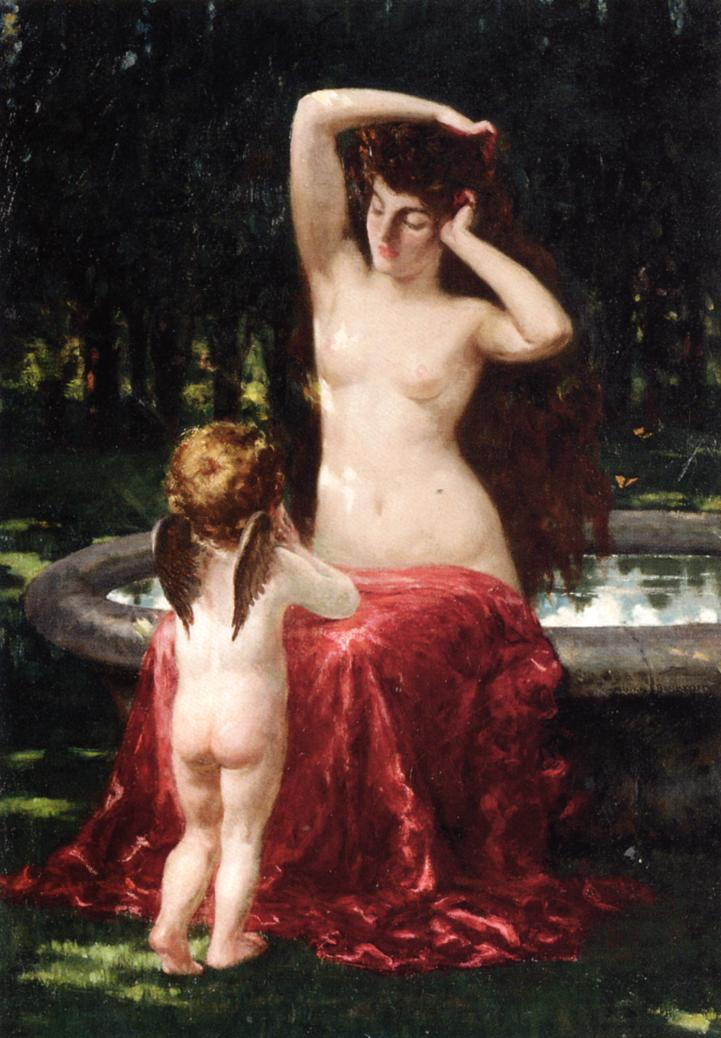
«Венера і Амур» (бл. 1897)
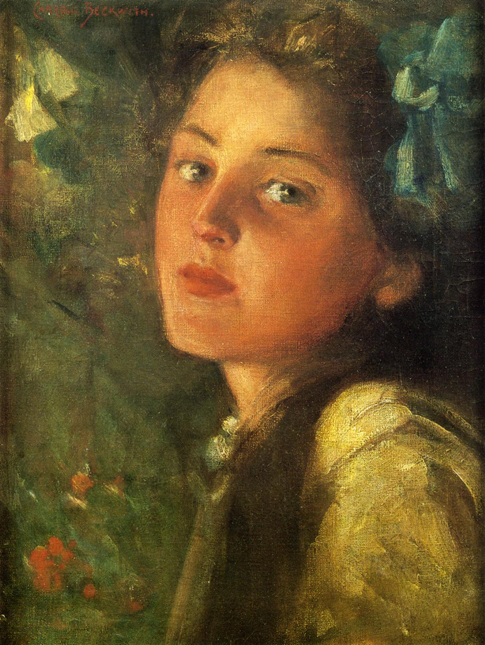
«Дівочий погляд»
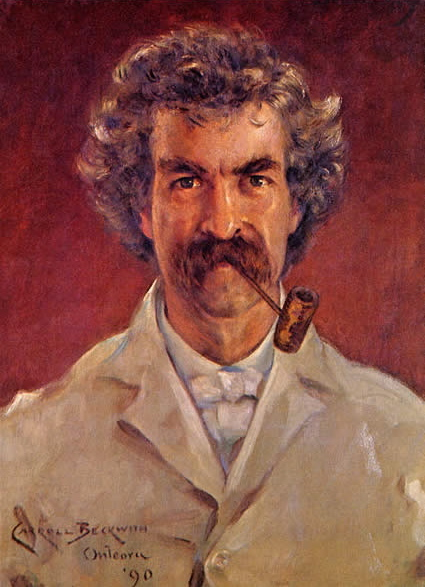
«Письменник Марк Твен», 1890 р.
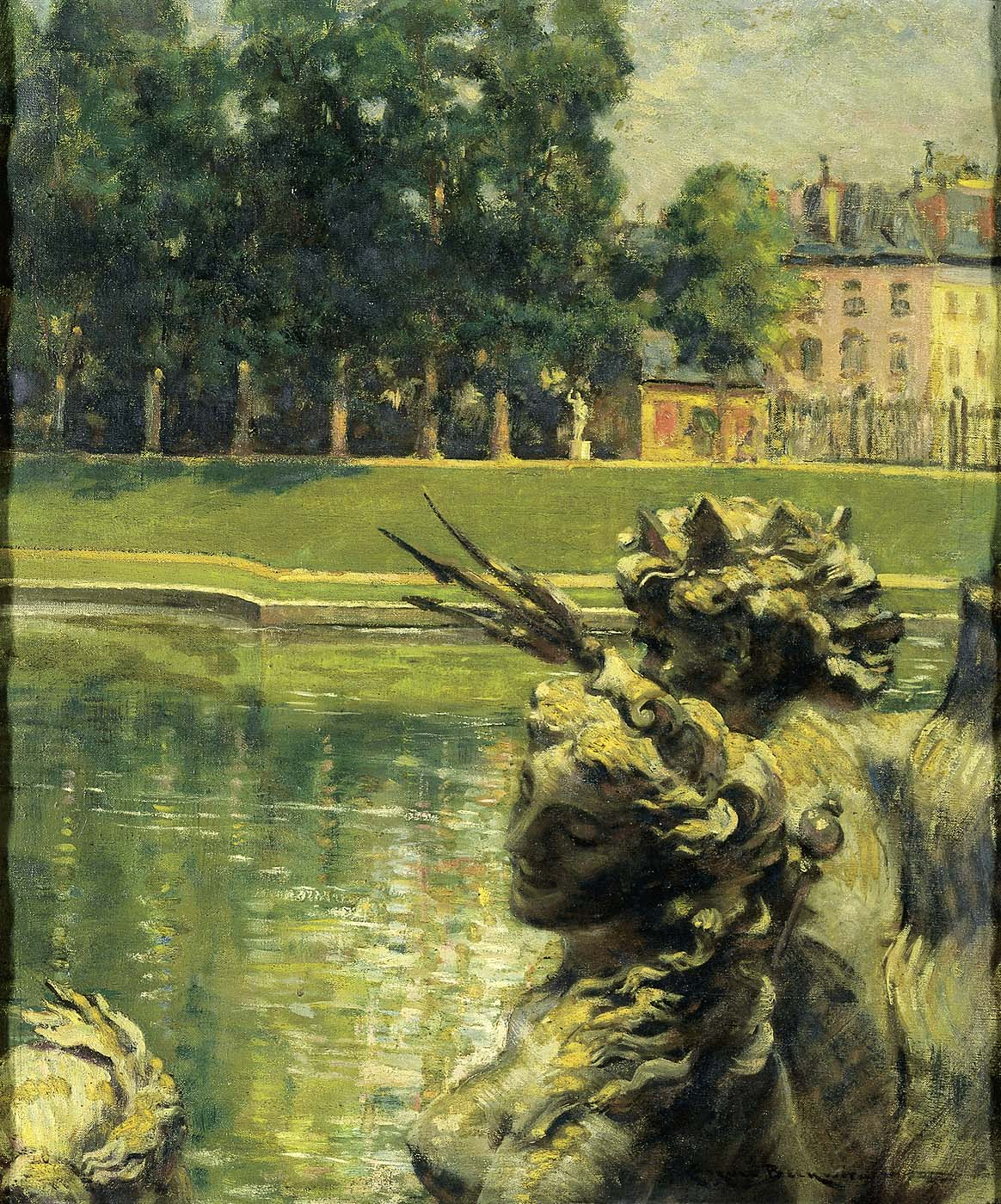
«Версаль, фонтан Нептун»
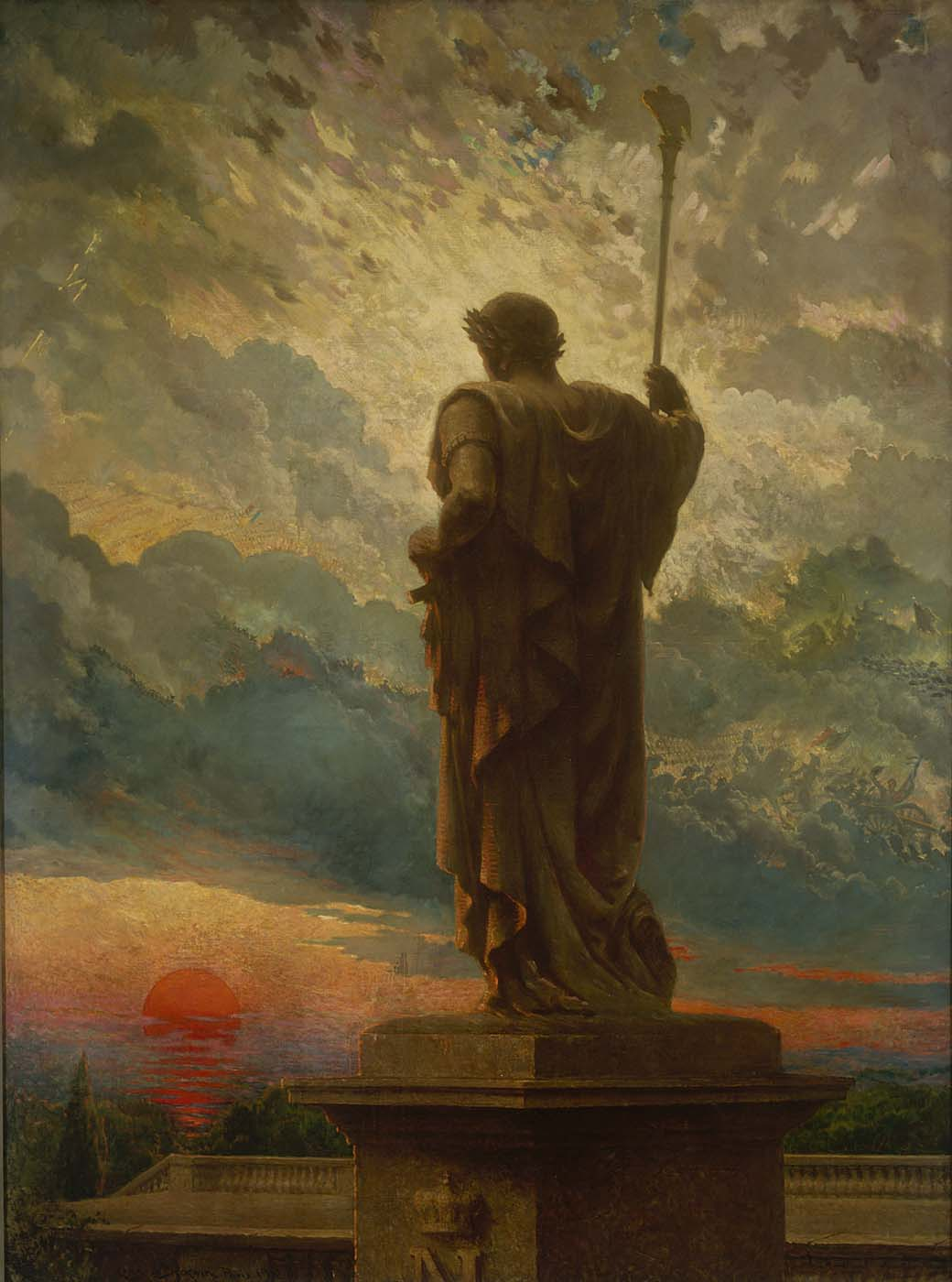
«Імператор»
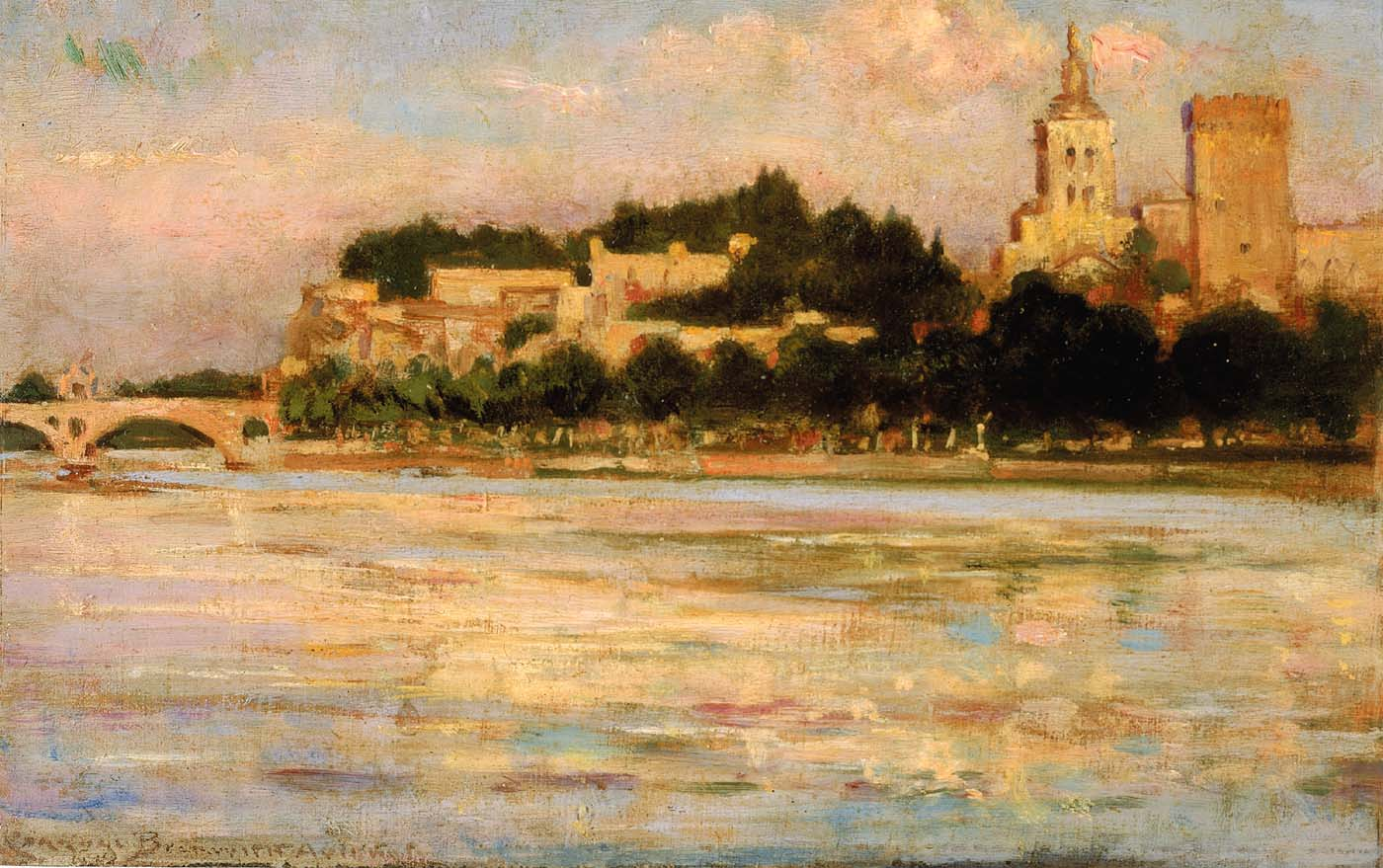
«Палац римських пап в Авіньйоні»
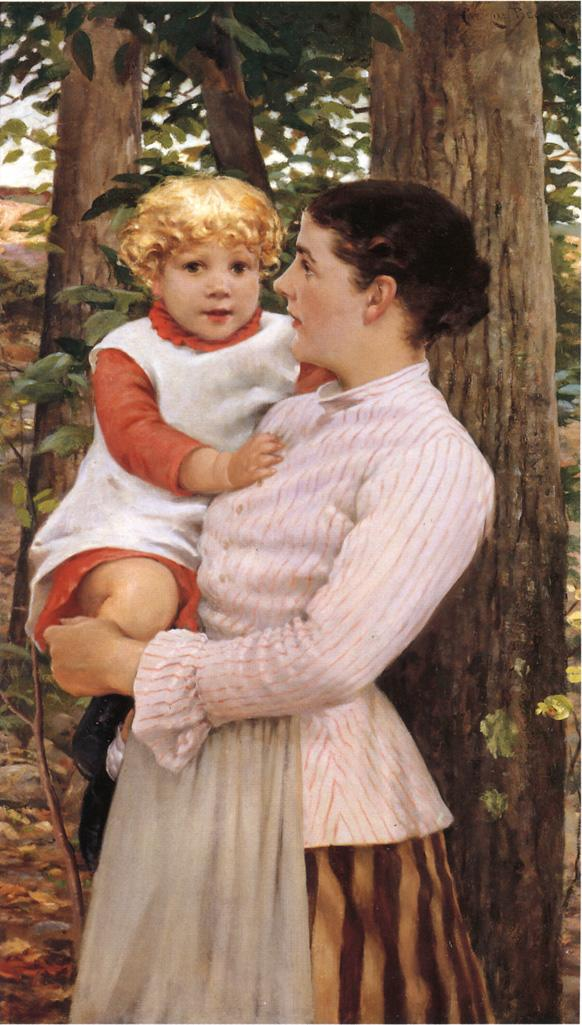
«Мати з дитиною», 1910 р.